# Donald R. Dwight
Donald Rathbun Dwight (* 26. März 1931 in Holyoke, Hampden County, Massachusetts; † 4. Mai 2025) war ein US-amerikanischer Politiker. Zwischen 1971 und 1975 war er Vizegouverneur des Bundesstaates Massachusetts.

## Werdegang
Donald Dwight entstammte einer in Massachusetts bekannten Politikerfamilie, deren Mitglieder auf Staats- und Kommunalebene verschiedene Ämter bekleidet haben. Außerdem war eine Zeitung in Holyoke in ihrem Besitz. Er besuchte die Deerfield Academy und studierte danach bis 1953 an der Princeton University. Nach einem zweijährigen Militärdienst im United States Marine Corps war er für die Zeitung seiner Familie tätig. Innerhalb des Zeitungswesens wurde er bald Mitglied mehrerer Pressevereinigungen. Gleichzeitig schlug er als Republikaner eine politische Laufbahn ein. Zwischen 1963 und 1966 arbeitete er für die Vertragsstelle für öffentliche Ausschreibungen der Staatsregierung von Massachusetts. Im Januar 1969 wurde Dwight zum Verwaltungs- und Finanzbeauftragten der Staatsregierung ernannt (Commissioner of Administration and Finance).
1970 wurde Dwight an der Seite von Francis W. Sargent zum Vizegouverneur von Massachusetts gewählt. Dieses Amt bekleidete er zwischen 1971 und 1975. Dabei war er Stellvertreter des Gouverneurs. Im Jahr 1974 wurden beide nicht wiedergewählt. Nach seiner Zeit als Vizegouverneur zog Dwight nach Minneapolis, wo er bis 1982 zwei Zeitungen herausgab. Zwischenzeitlich geriet er unter den Verdacht, während seiner Zeit in Massachusetts in Bestechungsaffären verwickelt gewesen zu sein. Eine Untersuchung ergab aber seine Unschuld in dieser Angelegenheit. In den Jahren 1984 und 1985 war er Präsident einer im Gesundheitswesen tätigen Firma. Anschließend setzte er seine Laufbahn im Zeitungsgeschäft fort und wurde Präsident von sieben Zeitungen in den Neuenglandstaaten. 1988 gründete er das im Public-Relation-Bereich tätige Unternehmen Clark, Dwight & Associates. Der Firmensitz ist in Greenwich (Connecticut).
Mit seiner Frau Susan hatte Donald Dwight fünf Kinder.